# HMS Ashanti (1937)
HMS Ashanti – brytyjski niszczyciel z okresu II wojny światowej, typu Tribal, w służbie Royal Navy w latach 1938–1949. Nosił znaki taktyczne F51, G51. Podczas wojny służył w kampanii norweskiej, na Atlantyku, w Arktyce i na Morzu Śródziemnym.
Za przebieg służby otrzymał 8 wyróżnień bitewnych (battle honours): Norwegia 1940, Atlantyk 1940, konwoje maltańskie 1942, północna Afryka 1942-44, Arktyka 1942-43, kanał La Manche 1942-43, lądowanie w Normandii 1944, Zatoka Biskajska 1944.

## Budowa
Okręt zamówiono 19 czerwca 1936 i stępkę pod jego budowę położono 23 listopada 1936 w stoczni William Denny and Brothers w Dumbarton w Szkocji. Kadłub wodowano 5 listopada 1937, a okręt wszedł do służby w Royal Navy 21 grudnia 1938 jako pierwszy okręt brytyjski noszący tę nazwę, od afrykańskiego ludu Aszanti. Koszt budowy, bez uzbrojenia i wyposażenia łączności, wynosił 340.770 funtów szt..

## Służba w skrócie
„Ashanti” po wejściu do służby wchodził w skład 2. Flotylli Niszczycieli Tribal Floty Metropolii (Home Fleet), przemianowanej wkrótce na 6. Flotyllę. 27 lutego 1939 złożył wizytę w Takoradi w Ghanie, podczas której nawiązano ceremonialne kontakty okrętu ze starszyzną ludu Aszanti. Powrócił następnie przez Gibraltar do Wielkiej Brytanii. 1 czerwca „Ashanti” uczestniczył w bezskutecznych poszukiwaniach zaginionego okrętu podwodnego HMS „Thetis”.

### Początek wojny i kampania norweska 1940
Po wybuchu II wojny światowej, od września do października 1939 „Ashanti” przechodził remont (usuwano defekty turbin). W pierwszym okresie wojny głównie patrolował na Morzu Północnym i Atlantyku oraz działał z siłami głównymi floty.
„Ashanti” brał udział od 7 kwietnia 1940 w kampanii norweskiej w składzie sił głównych adm. Forbesa, poszukując bezskutecznie niemieckich okrętów, po czym patrolując w rejonie Bergen-Trondheim i eskortując konwoje. 28 kwietnia został uszkodzony przez lotnictwo niemieckie pod Trondheim, bliskim podwodnym wybuchem bomby, na skutek czego został pozbawiony energii. Powrócił do Wielkiej Brytanii na remont w Dundee, do 23 maja.  Zmieniono wówczas znak taktyczny z F51 na G51. 7 czerwca jeszcze osłaniał konwoje ewakuacyjne z Norwegii.
W nocy 13/14 października „Ashanti” wraz z niszczycielami HMS „Cossack” (kmdr Vian) „Maori” i „Sikh”, zaatakował niemiecki konwój w rejonie Egersundu. Zatopiono jedynie stawiacz sieci „Genua”, później podniesiony przez Niemców (nie zdołano zatopić statków konwoju).
16 października 1940 roku wziął udział w operacji w estuarium Tyne mającej na celu zdetonowanie ewentualnych min magnetycznych przed wyjściem pancernika HMS „King George V” przez sześć niszczycieli płynących na dużej szybkości. Około 5 rano 17 października zderzył się z niszczycielem HMS „Fame”, który wszedł na mieliznę przy Whitburn koło Sunderlandu, po czym sam utknął na mieliźnie po jego lewej burcie, odnosząc spore uszkodzenia. Okręt zdjęto z mielizny dopiero 1 listopada po demontażu części wyposażenia. Remont w stoczni Swan Hunter w Wallsend trwał do sierpnia 1941 roku. Podczas remontu zastąpiono dwa działa 120 mm na rufowej pozycji X przez działa przeciwlotnicze 102 mm (podobnie, jak na innych okrętach tego typu) oraz dokonano innych drobnych zmian. Zamontowano też radar artyleryjski Type 285 i radar wykrywania powietrznego Type 286M. Mimo remontu, okręt miał do końca służby problemy z siłownią. W sierpniu „Ashanti” powrócił do służby w 6. Flotylli, w składzie Home Fleet (znaczna część załogi przeszła na niego z zatopionego bliźniaczego niszczyciela HMS „Mashona”).

### Morze Północne i konwoje arktyczne 1941–1942
Od 22 do 30 grudnia 1941 w składzie zespołu „Z” kadm. L. Hamiltona wziął udział w drugim rajdzie komandosów na Lofoty (operacja Anklet), wraz z innymi okrętami brytyjskimi oraz polskimi. Zatopił wówczas niemiecki trawler – patrolowiec „Geier”, na którym najpierw zdobyto dokumenty.
Na początku marca 1942 „Ashanti” brał udział w silnym zespole osłaniającym konwój arktyczny do ZSRR PQ-12 oraz powrotny QP-8 (m.in. z pancernikami HMS „King George V”, „Duke of York” i krążownikiem liniowym HMS „Renown” i lotniskowcem HMS „Victorious”)
16-30 maja 1942 uczestniczył w eskorcie konwoju PQ-16 do Murmańska (m.in. z polskim niszczycielem ORP Garland), walcząc z lotnictwem (zestrzelił dwa samoloty). 19 maja był nieskutecznie atakowany przez okręt podwodny U-591. Od 26 czerwca do 4 lipca osłaniał na początkowym etapie konwój PQ-17 (później rozwiązany i rozbity przez Niemców) i powrotny QP-13.

### Morze Śródziemne i konwoje arktyczne 1942–1943
Od początku sierpnia „Ashanti” został skierowany na Morze Śródziemne, w celu osłony dużej operacji dowozu zaopatrzenia dla Malty Pedestal. W składzie zespołu X, bezpośrednio eskortującego konwój, brał udział w intensywnych walkach z lotnictwem niemieckim i włoskim oraz okrętami podwodnymi w dniach 11-13 sierpnia. Po uszkodzeniu flagowego krążownika HMS „Nigeria” wieczorem 12 sierpnia, „Ashanti” został okrętem flagowym dowódcy sił eskorty kadm. Harolda Burrougha. Powrócił następnie wraz z resztą eskorty przez Gibraltar na wody metropolii, do Scapa Flow.
Od 9 września eskortował konwój arktyczny PQ-18 (z krążownikiem HMS „Scylla” i 15 niszczycielami), walcząc z lotnictwem i okrętami podwodnymi, następnie od 17 września powrotny konwój QP-14. Od 21 września holował bliźniaczy niszczyciel HMS „Somali” uszkodzony przez torpedę z U-703, który jednak później zatonął 24 września.
W listopadzie 1942 „Ashanti” został przeniesiony na Morze Śródziemne, do Gibraltaru, w skład Zespołu H. 8 listopada osłaniał lądowanie w rejonie Algieru w Afryce Północnej (operacja Torch). Od lutego 1943 wchodził w skład Zespołu Q bazującego w Bon, w celu zwalczania konwojów z zaopatrzeniem do Afryki.
Od lipca do września 1943 remontowany w Londynie; otrzymał wtedy nowy maszt o konstrukcji kratownicowej z nowym radarem dozoru powietrznego (Typ 291?) oraz dalsze działka 20 mm.
Od końca listopada 1943 stanowił daleką eskortę konwoju arktycznego JW54B i powrotnego RA54B, następnie od połowy grudnia eskortował konwój JW55B i powrotny RA55A.

### Kanał La Manche i Zatoka Biskajska 1944
W lutym 1944 przydzielony został do 10. Flotylli Niszczycieli w Plymouth, m.in. wraz z polskimi niszczycielami OORP „Błyskawica” i „Piorun”). Działał na kanale La Manche, zwalczając niemiecką żeglugę
w ramach operacji Tunnel i osłaniając minowanie. 24 kwietnia uczestniczył w bitwie wraz z HMS „Black Prince”, HMCS „Athabaskan”, HMCS „Haida” i HMCS „Huron” z niemieckimi torpedowcami T 24, T 27 i T 29, zakończonej zatopieniem T 29 i uszkodzeniem pozostałych. W drodze powrotnej „Ashanti” został uszkodzony w kolizji z „Huron”. Po remoncie 27 maja powrócił w skład 19. Dywizjonu 10. Flotylli (z HMS „Tartar”, HMCS „Haida” i „Huron”) i w czerwcu 1944 brał udział w osłonie lądowania w Normandii. 9 czerwca 1944 wziął aktywny udział w bitwie koło wyspy Ushant (Ouessant) z niemieckimi niszczycielami, zakończonej zatopieniem dwóch z nich. W nocy na 14 czerwca wraz z ORP „Piorun” walczył z niemieckimi trałowcami M 343, M 412, M 422, M 432, M 442, M 452 koło wyspy Jersey, na skutek czego zatopiono M 343 i uszkodzono kilka innych, w tym M 452 poważnie.
W lipcu i sierpniu patrolował w Zatoce Biskajskiej i 5 sierpnia uczestniczył w walce z niemieckim konwojem na północ od Île d'Yeu (z HMS „Tartar”, „Haida”, „Iroquois” i krążownikiem HMS „Bellona”), zakończonej zatopieniem trałowców M-263 i M-486, patrolowca V-414 i kutra „Otto”.
Od października 1944 do lipca 1945 był remontowany i modernizowany w stoczni Palmer's w Hebburn. Wkrótce po remoncie jednakże, w związku z zakończeniem wojny z Japonią, 21 sierpnia 1945 „Ashanti” został wycofany do rezerwy B.
W 1947 okręt skreślono z listy floty i po okresie używania jako okręt-cel, sprzedano na złom do West of Scotland Shipbreakers w Troon, gdzie przybył 12 kwietnia 1948.

## Dane
Szczegółowy opis i dane techniczne w artykule niszczyciele typu Tribal (1936)

### Uzbrojenie
1939-1940:
- 8 dział kalibru 120 mm (4.7in) QF Mk XII na podwójnych podstawach CP Mk XIX, osłoniętych maskami (4xII)
  - długość lufy: L/45 (45 kalibrów), donośność maksymalna 15 520 m, kąt podniesienia +40°, masa pocisku 22,7 kg, zapas amunicji 300 pocisków na działo (w tym 50 oświetlających)
- 4 automatyczne działka przeciwlotnicze 40 mm Vickers Mk VIII pom-pom, poczwórnie sprzężone na podstawie Mk VII (1xIV)
  - długość lufy: L/39, donośność skuteczna w poziomie 3475 m, w pionie 1555 m, kąt podniesienia +80°, masa pocisku 0,907 kg,
- 8 wkm plot 12,7 mm Vickers Mk III, poczwórnie sprzężone (2xIV)
- 4 wyrzutnie torpedowe 533 mm  QR Mk IX (1xIV) (4 torpedy Mk IX)
- 1 zrzutnia (na 3 bomby) i 2 miotacze bomb głębinowych (20 bomb głębinowych)

1941-1949
- 6 dział 120 mm (4.7in) QF Mk XII na podwójnych podstawach CP Mk XIX, osłoniętych maskami (3xII)
- 2 działa uniwersalne 102 mm Mk XVI na podwójnej podstawie Mk XIX, osłonięte maską (1xII)
  - długość lufy: L/45, donośność maksymalna 18 150 m, w pionie 11 890 m, kąt podniesienia +80°, masa pocisku 15,88 kg
- 4 automatyczne działka plot 40 mm Vickers Mk VIII pom-pom, poczwórnie sprzężone na podstawie Mk VII (1xIV)
- 2-10 automatycznych działek plot 20 mm Oerlikon (2-6xI, od września 1943: 5xII) (dodawane na okrętach typu Tribal sukcesywnie od ok. połowy 1941)*
- 8 wkm plot 12,7 mm Vickers (2xIV) (do ok. 1942, zastąpione przez działka 20 mm)*
- 4 wyrzutnie torpedowe 533 mm QR Mk IX (1xIV) (4 torpedy Mk IX)
- 1 zrzutnia (na 3 bomby) i 2 miotacze bomb głębinowych (20-30 bomb głębinowych)

* – Brak szczegółowych danych w dostępnych publikacjach, kiedy i ile "Ashanti" otrzymał działek 20 mm oraz kiedy zdemontowano wkm-y 12,7 mm. Prawdopodobnie informacja o dodaniu działek 20 mm we wrześniu 1943 odnosi się do zainstalowania 5 podwójnych stanowisk.

### Wyposażenie
- hydrolokator Asdic
- system kierowania ogniem artylerii: główny dalmierz i punkt kierowania ogniem Mk I, 3,6-metrowy dalmierz i punkt kierowania ogniem przeciwlotniczym Mk II (na nadbudówce dziobowej)
- radar dozoru powietrznego Typ 286M (1941-1943)
- radar artyleryjski Typ 285 (od 1941)
- radar dozoru powietrznego Typ 291(?) (od września 1943[1])
- radar dozoru nawodnego Typ 293(?) (od 1945[1])